# ماهالی
ماهالی (به لاتین: Mahaly) یک منطقهٔ مسکونی در ماداگاسکار است که در بخش آمبوآساری سود واقع شده‌است. ماهالی ۱٬۵۰۵ کیلومتر مربع مساحت و ۱۵٬۱۹۷ نفر جمعیت دارد و ۲۳۵ متر بالاتر از سطح دریا واقع شده‌است.